# Angelo Paoli
Angelo Paoli, O.Carm, rodným jménem Francesco (1. září 1642, Casola in Lunigiana – 20. ledna 1720, Řím) byl italský římskokatolický kněz a řeholník karmelitánského řádu. Katolická církev jej uctívá jako blahoslaveného.

## Život

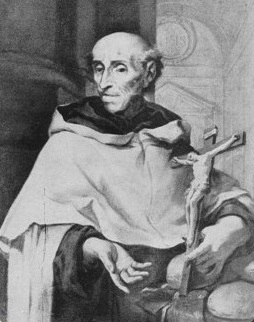
Obraz

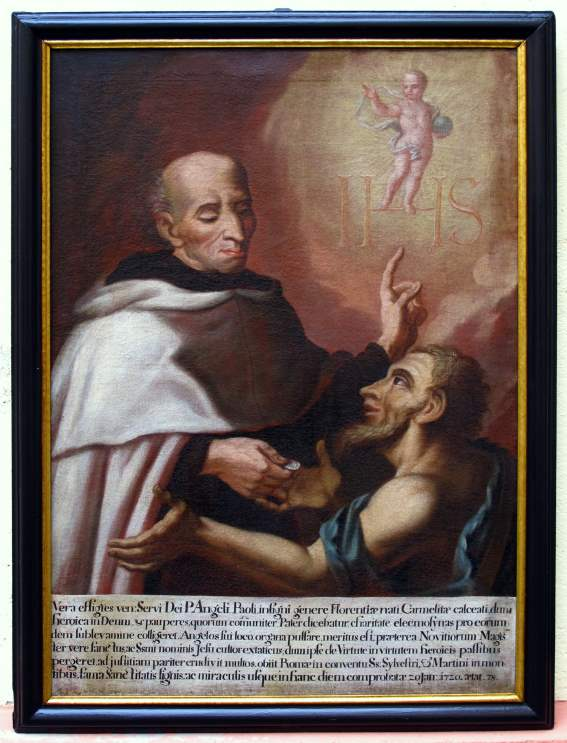
Obraz

Narodil se dne 1. září 1642 ve vesnici Argigliano (část obce Casola in Lunigiana) jako nejstarší ze sedmi dětí rodičům Angelovi Paolimu a Santě Morelli. Byl pojmenován Francesco na počest sv. Františka z Assisi a jeho rodiče pracovali jako rolníci. Během dospívání trávil volný čas výukou katechizmu chudým dětem. Studoval na gymnáziu v Minuccianu.

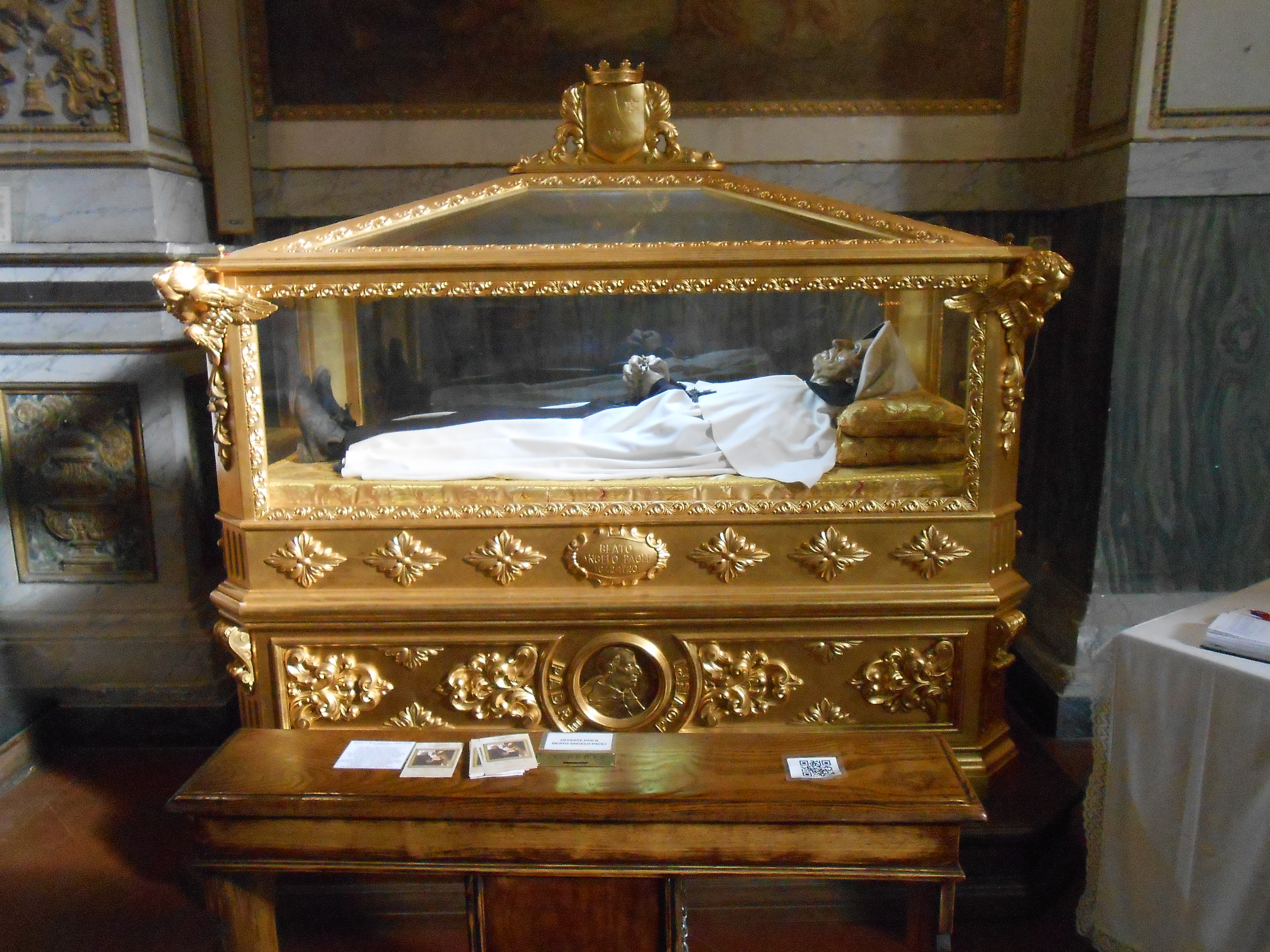
Jeho hrobka v bazilice Santi Silvestro e Martino ai Monti v Římě

Dne 27. listopadu 1660 vstoupil spolu se svým bratrem Tommasem jako postulant do karmelitánského kláštera Cerignano ve Fivizzanu. Přijal karmelitánský hábit a řeholní jméno Angelo. Dne 18. prosince 1661 své doživotní řeholní sliby, načež studoval filozofii v Pise. Poté byl poslán do kláštera svého řádu ve Florencii, kde studoval teologii.
Dne 20. prosince 1665 byl vysvěcen na podjáhna a 19. prosince 1666 byl přijal jáhenské svěcení. Na kněze byl vysvěcen ve Florencii nejspíše na počátku roku 1667 a 7. ledna 1667 zde sloužil svou primiční mši svatou. Poté působil ve svém klášteře ve Florencii jako sakristián a varhaník, avšak roku 1674 byl ze zdravotních důvodů nucen vrátit se domů na zotavení. Jelikož doma neměl příliš klidu na modlitby, odebral se do hor, kde krátký čas žil a působil mezi tamějšími pastýři, kteří byli vyčleněni ze společnosti a nedostávala se jim pastorační péče. Zde jej však vyhledal jeho otec a přiměl k návratu domů. Díky asketickému životu, spojeného s posty se jeho zdravotní stav nezlepšoval, tudíž byl ještě roku 1674 poslán Pistoia.
Roku 1675 byl opět poslán do Florencie, kde byl novicmistrem. Poté se v Sieně a na dalších místech věnoval pastoraci. Roku 1680 byl poslán do Montecatini a roku 1682 byl pověřen výukou gramatiky pro novice. Poté sloužil v pastoraci ve farnostech v Pise, Fivizzanu, a na dalších místech. Ve Fivizzanu dále působil jako sakristián a varhaník.
Roku 1687 byl poslán do nově zřízeného konventu v Římě, kde zůstal po zbytek svého života. Cestou se zastavil ve své rodné obci, aby se rozloučil s otcem a sourozenci a navštívil svého bratra Tommasa v Sieně. V Římě působil mezi nemocnými a chudými. Zastával zde pak také úřad novicmistra. Roku 1708 se obrátil na papeže Klementa XI. s žádostí o obnovu Kolosea. Chtěl zde umístit dřevěné kříže na paměť křesťanských mučedníků a přesvědčil papeže, aby zastavil odnášení kamenů z Kolosea. Papež nejprve váhal, ale dovolil mu sehnat dobrovolníky, aby místo opravili, a nechal tam umístit velké dřevěné kříže. Vyznamenal se pomocí lidem, postiženým během dvou zemětřesení na počátku roku 1703. Pomáhal také chudým, kterým přinášel jídlo i ošacení, navštěvoval nemocní i vězně. Roku 1710 otevřel hospic pro chudé z okolí.
Od papežů Inocence XII. a Klementa XI. dostal nabídku jmenování kardinálem, což však vždy odmítl, jelikož by kvůli případným kardinálským privilegiím neměl tolik času na práci s chudými. Spřátelil se s kardinálem sv. Giuseppem Maria Tomasim.
Dne 14. ledna 1720 dostal horačku a ulehl. Stihl se ještě rozloučit se svými spolupracovníky a známými, než dne 20. ledna 1720 v 6:45 v Římě zemřel. Pohřben je v bazilice Santi Silvestro e Martino ai Monti v Římě. Na přání papeže Klementa XI. byl na jeho náhrobek vytesán nápis „otec chudých“.

## Úcta
Jeho beatifikační proces započal dne 14. července 1739, čímž obdržel titul služebník Boží. Dne 21. ledna 1781 jej papež Pius VI. podepsáním dekretu o jeho hrdinských ctnostech prohlásil za ctihodného. Dne 3. července 2009 byl uznán zázrak na jeho přímluvu, potřebný pro jeho blahořečení.
Blahořečen pak byl dne 25. dubna 2010 v Lateránské bazilice v Římě. Obřadu předsedal jménem papeže Benedikta XVI. arcibiskup Angelo Amato.
Jeho památka je připomínána 20. ledna. Bývá zobrazován v řeholním oděvu.